# 儲昌祚
儲昌祚（1559年—1630年），號肩宇，南直隸常州府宜興縣人，明朝政治人物。

## 生平
儲昌祚是萬曆十年（1582年）壬午科應天鄉試舉人，十七年（1589年）己丑科三甲第四十一名進士。工部觀政，六月授江西鄱陽縣知縣，二十七年調補福建浦城縣知縣，政績卓著，離任後，在兩縣均入祀名宦祠，三十四年升南京大理寺評事，四十二年升南兵部武库司主事，四十三年升员外郎，四十四年升郎中，升四川按察司僉事、兵備重慶，四十五年致仕歸里。儲昌祚為官清廉，不贊同以“清流”自居的東林黨人，認為他們“非學而聚徒標榜，伐異黨同”，不符合自己心中士大夫的標準。

## 家族
宜興儲氏自宋朝起即有科名。曾祖儲知英。祖父儲張。父儲士曾，监生。弟儲顯祚亦為進士，官至湖廣按察使。清光緒《重刊宜興縣舊志》二人皆有傳。
儲昌祚子儲懋端，年高九十六。孫儲欣，舉人，為清初著名文學家。曾孫儲善慶、儲方慶，玄孫儲大文、儲在文、儲郁文、儲雄文，來孫儲晉觀、儲兆豐、儲元升，六世孫儲寶書、儲秘書皆為進士。舉人亦有數人。儲氏之文學淵源，在宜興首屈一指。